# 2014-es jégtörés
Az elmúlt 40-50 év során Európa erdeit egyre nagyobb intenzitású természetes bolygatások érték, sokszor jelentős gazdasági károkat okozva. 2014. december első napjaiban az elmúlt 50 év legnagyobb intenzitású és kiterjedésű jégtörése történt Magyarországon, amelynek tulajdonságait, következményeit többen is vizsgálták. Jégtörésről akkor beszélhetünk, ha az ónos eső rárakódik a fákra, aminek következtében fák ágai eltörhetnek (lombkoronatörés) vagy akár gyökerestől kifordulhatnak a talajból.

## Természetes bolygatások
Definíció szerint bolygatásnak azokat a jelenséget nevezzük, amelyek időben relatíve elkülönült események, megbontják az ökoszisztéma, közösség vagy populáció szerkezetét, és megváltoztatják a források elérhetőségét vagy a fizikai környezetét. Természetes bolygatások a Föld minden erdejében jelen vannak, csak különböző mértékben, sőt tájegységenként változhat az intenzitása, gyakorisága. 1950 és 2000 között Európában 35 millió m³ faanyagra becsülik a természetes bolygatások által okozott károk mértékét. Néhány évente ismétlődő jelenségekről van szó, akár azonos területeken. Az egyre gyakrabban ismétlődő és egyre nagyobb volumenű ilyen jellegű károknak a hátterében a globális felmelegedés okozta klímaváltozás is jelentős szereppel bírhat. Történeti szempontból nézve pedig az is egy érzékenyítő tényező lehet, hogy a világháborúk idejére eső intenzív fahasználatok után ültetett állományok idősödnek, ráadásul ezen erdők döntő többsége ültetvényszerűen lett kialakítva, nem olyan élőhelyeken, ahol természetes körülmények között előfordulnának (pl. lomberdők termőhelyére ültetett lucfenyvesek).
Erdőtüzek Leginkább a mediterráneumra és a boreális erdőkre jellemző jelenség, mely fontos része a természetes erdődinamikának (egyes nyitvatermők életciklusához elengedhetetlen). Az általunk Közép-Pannon-régiónak nevezett területeken (Romániától Lengyelországig terjedő vonalban) is relatíve az erdők nagy százaléka (13%) érintett. Habár igyekszünk az erdőtüzek kialakulását meggátolni (ami nem előnyös dolog, ha a természetes folyamatokat tartjuk szem előtt), összességében növekvő tendenciát mutat az erdőtüzek száma és kiterjedése.
Biotikus károk Különböző kártevők által okozott nagymértékű károsodás. Példának lehet hozni a betűzőszút (Ips typographus), ami a faszerkezet károsításával csökkenti a megtámadott fák vihar elleni rezisztenciáját; vagy a gyapjaslepke fajokat (Lymantria spp.), vagy akár a szürkemókust (Sciurus carolinensis), ami – Nagy-Britanniából Olaszországba telepítve – pár évtizeden belül akár a magyarországi bükkösöket is veszélyeztetni fogja.
Viharkárok Atlantikus-, Alpesi- és Közép-Pannon-régiókra jellemző, leginkább a hegyvidéki területekre. Északabbi részeken az ilyen viharok kevesebb kárt okoznak, mint Közép-Európában. Szintén egyre növekvő tendenciát mutat az előfordulásuk: az elmúlt 60 évben ugrásszerűen megnövekedett. Ebbe a kategóriába tartoznak a hazánkban domináns abiotikus természetes bolygatások: a széldöntés és a jégtörés.

## Kialakulás

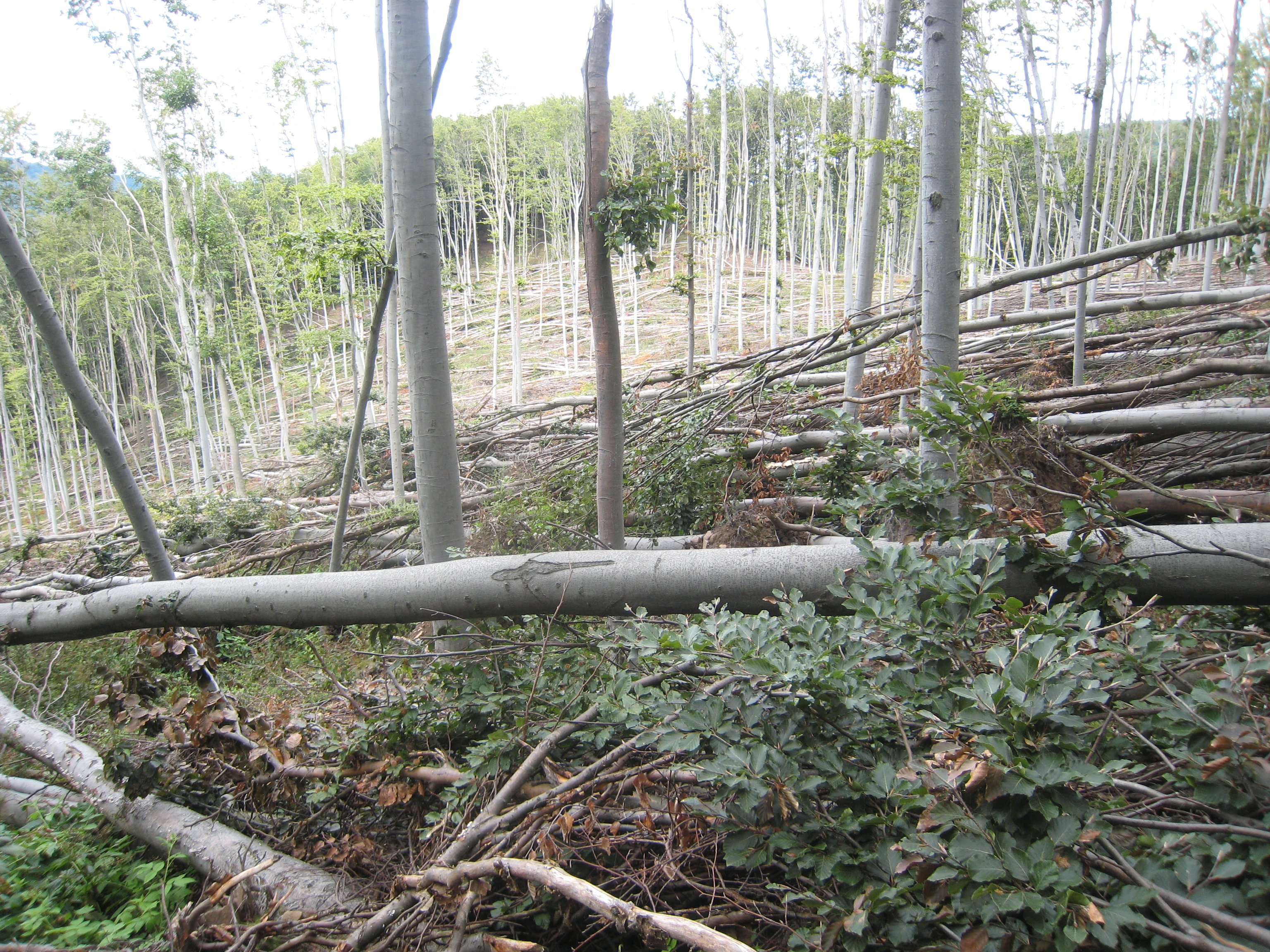
A jégtörés következtében kidőlt állomány (Börzsöny)

A 2014. november utolsó napjaiban keletről érkező hideg levegő és a magasabb légtömegekben lévő nyugatról érkező páratelt meleg levegő keveredése miatt a 400 méternél magasabban fekvő területeken intenzív zúzmaraképződés zajlott. A december 1-jén érkező mediterrán ciklon hatására ónos szitálás, majd ónos eső kezdett hullani, amely a már meglévő zúzmarás réteggel alkotott összecementálódott jégösszletet, így az eleve 4–5 cm vastagságú zúzmarás rétegre további 3–5 cm jég rakódott. A kb. 2 napig tartó ónos eső 20–50 mm csapadékot jelentett. Ennek során az elmúlt 50 év legnagyobb mértékű, intenzitású, legnagyobb kiterjedésű jégtörése történt.

## Érintett területek és következmények
A leginkább érintett területek az alábbiak voltak: Vértes, Gerecse, Visegrádi-hegység, Karancs-Medves vidék, Börzsöny, Gödöllői-dombság, Pilis-Budai-hegység, Mátra és Bükk. Az első felmérések során készített becsléseket összegezve lehet látni a táblázatban, az erdőgazdálkodási vállalatok fennhatósága alá tartozó területek szerint. Nehéz pontos becsléseket adni, hiszen több helyről is beszámoltak utándőlésekről, illetve 2015-ben is történt közepes intenzitású jégtörés, néhol átfedve a 2014-es területekkel.
| Erdőgazdálkodó              | becsült kár (ezer ha) | becsült kár (ezer m³) | károsodott fafajok      | erdőfelújítási kötelezettség (ha) |
| --------------------------- | --------------------- | --------------------- | ----------------------- | --------------------------------- |
| Budapesti Erdőgazdaság Zrt. | 1,3                   | 6                     | bükk, tölgyek           | 40                                |
| Vértes Erdő Zrt.            | 2,2                   | 23,8                  | cser, magas kőris, bükk | 45                                |
| Pilisi Parkerdő Zrt.        | 9,2                   | 150-250               |                         | 150-200                           |
| Északerdő Zrt.              | 3                     | 8                     |                         | 15                                |
| Ipoly Erdő Zrt.             | 11                    | 100                   | bükk (80%)              | 200<                              |
| Egererdő Zrt.               |                       | 30                    | bükk (81%), fenyők (9%) |                                   |
| ÖSSZESEN                    | 40                    | 320                   |                         | 500                               |

A jégtörés hatalmas gazdasági károkat okozott: az őszi esőzések után felázott talajból könnyen gyökerestül kifordultak a fák, egész hegyoldalakat letarolva a dominóeffektusnak köszönhetően. Az erdészeteknek többletköltséget jelent: az elpusztult fák növekedéséből adódó hátrány, az erdőben maradó hasznosítható faanyag értéke, az egészségügyi termelés és az ebből adódó faanyag értékvesztése, az utak járhatóvá tételének költsége, az erdei infrastruktúrákban keletkezett károk, az erdőfelújítási kötelezettség. Erdőfelújítási kötelezettségek teljesítése a jégtöréstől számított minimum 10 évbe fog telni és a mértéke még nőhet, hiszen a károsodott állományok regenerálódása kétséges
A jégkárok jelentősen érintettek fokozottan védett, NATURA2000 és Erdőrezervátum Hálózat részét képező területeket is.

## Az eseménnyel foglalkozó kutatások
A Pilisi Parkerdő területén történt vizsgálatok bebizonyították, hogy az egykorú elegyetlen állományok fogékonyabbak voltak a jégtörésre, mint a többkorú elegyes állományok. Ezen tényezők közül a többkorúság bizonyult meghatározóbbnak. A döntően fiatal és középkorú állományok károsodását a koronaterpeszességgel (faegyed törzsvastagsága és az elfoglalt növőtér viszonya) magyarázták: idősebb egyedeknél ez a mérőszám kedvezőbb.
A jégtörés az erdőrezervátumainkat is érintette. A Pilis-oldal ER, Kis-Szénás ER, Nagy Istrázsa-hegy ER és Csörgő-völgy ER-ok területén általában néhány fa kidőlése és koronatörés volt jellemző (volt, ahol az eredetileg ott lévő holtfa mennyisége megduplázódott). A Száz-völgy ER és a Kékes ER területeit nem érintette a jégtörés. Sajnos a Prédikálószék ER és a Pogány-Rózsás ER-ok területén nem tudták elvégezni a felméréseiket, mert ezekben állománydőlést is okozott a jégtörés. Egyes eredmények publikusan elérhetők a DINPI Cincér Füzetek különszámában.

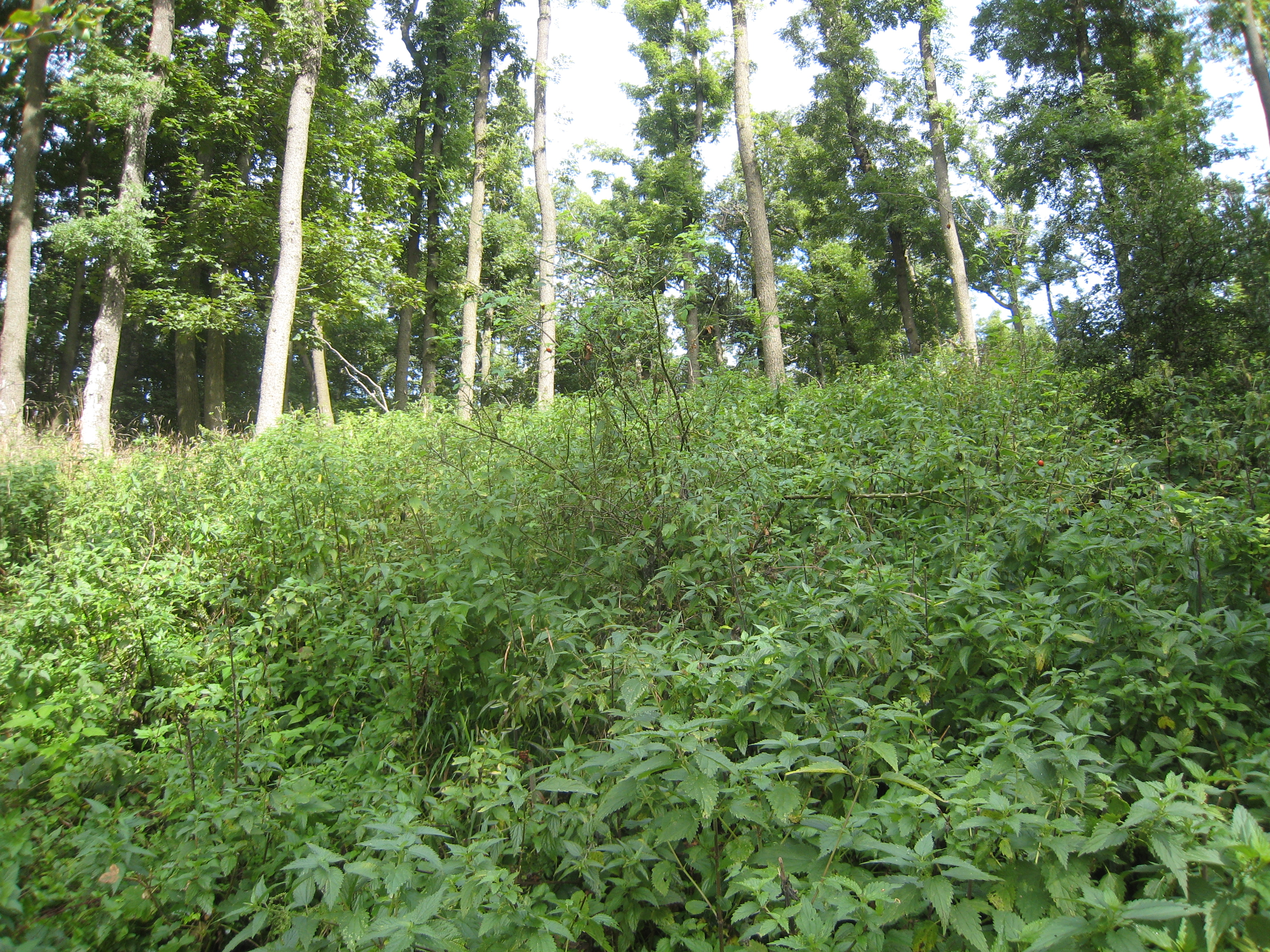
A jégtörés következtében felszaporodó nitrofil lágyszárúak eluralkodnak az aljnövényzeten (képen: nagy csalán)

A börzsönyi jégtörés közvetlen hatásainak elemzése alapján megállapítható, hogy az első két vegetációperiódusban a jégkár okozta lombkoronavesztés legmarkánsabban a nitrofil lágyszárúak tömeges felszaporodását, illetve az alacsony (< 50 cm) újulat borításának növekedését váltotta ki. Összetételben és korban homogén, magas bükk elegyarányú, kedvezőtlen állékonysági mutatókkal rendelkező gazdasági művelés alatt álló állományok a legérzékenyebbek a jégtörésekre. A jégtörés utáni kitermelés ismételt, antropogén bolygatást jelent, és további módosító hatásai vannak. E változások mértékét befolyásolhatja, hogy milyen technikával végezték a kitermelést. Az erdészeti gépek által okozott talajbolygatás jobban károsítja az újulatot, és nagyobb nitrofil lágyszárú borítást eredményez, mint a tradicionális közelítési technikák (lovas, kézi). Az erdőgazdálkodás alól több évtizede kivont Pogány-Rózsás Erdőrezervátum területén az erdők a gazdaságiakhoz képest valamivel kevésbé károsodtak: mind a dőlés/koronatörés arányban, mind a nitrofil lágyszárúak borításának és az újulat mennyiségének növekedésében.
A Börzsöny jégtöréssel érintett területeinek távérzékeléses azonosításával és lehatárolásával is foglalkoztak térinformatikai módszerekkel NDVI (Normalized Difference Vegetation Index) és radar (SAR) alapján, manuális lehatárolással ortofotók alapján, terepi referenciafelmérésekkel összevetve.